# Cachoeira da Prata
Cachoeira da Prata è un comune del Brasile nello Stato del Minas Gerais, parte della mesoregione Metropolitana di Belo Horizonte e della microregione di Sete Lagoas.